# Wiadukt kolejowy „na Lubiżnej”
Wiadukt kolejowy „na Lubiżnej” – wiadukt kolejowy na linii kolejowej Stanisławów-Woronienka, powstałej na początku XX wieku. Zyskał nazwę wiaduktu „na Lubiżnej”. Podczas I wojny światowej został wysadzony przez wojska rosyjskie.
Po odzyskaniu przez Polskę niepodległości podjęto prace restauracyjne, które ukończono w październiku 1922 i oddano wówczas wiadukt do ponownego użytku. Dzięki temu wschodnia część II Rzeczypospolitej zyskała połączenie z Zakarpaciem (Czechosłowacją i Rumunią).
Wiadukt obok mostu na Prucie w Jaremczu był w latach 20. doceniany przez zagranicznych obserwatorów.